# 오마하 아크사벤 나이츠
| 오마하 아크사벤 나이츠 | |
| 콘퍼런스               | 서부 콘퍼런스 (2005년~2007년) |
| 디비전                 | 웨스트 디비전 (2005년~2007년) |
| 설립연도               | 2005년 |
| 해체연도               | 2007년 |
| 역사                   | 메인 매리너스 (1977년~1987년) 유티카 데블스 (1987년~1993년) 세인트존스 플레임스 (1993년~2003년) 오마하 아크사벤 나이츠 (2005년~2007년) 쿼드시티 플레임스 (2007년~2009년) 애버츠퍼드 히트 (2009년~2014년) 애디론댁 플레임스 (2014년~2015년) 스톡턴 히트 (2015년~현재) |
| 경기장                 | 오마하 시빅 오디토리움 |
| 연고지                 | 네브래스카주 오마하 |
| 상징색                 | 빨강, 검정, 금, 은 |
| 구단주                 | |
| 단장                   | |
| 감독                   | |
| NHL 제휴               | |
| ECHL 제휴              | |
| 정규시즌 우승          | |
| 콘퍼런스 우승          | |
| 디비전 우승            | 1 (2007) |
| 칼더 컵                | |
| 영구 결번              | |

오마하 아크사벤 나이츠(Omaha Ak-Sar-Ben Knights)는 미국 네브래스카주 오마하를 연고지로 하는 2005년부터 2007년까지 AHL 소속되었던 아이스 하키팀이다.
2007년 연고지를 일리노이주 멀린 (쿼드시티 플레임스)로 이전했다.

## 역대 홈경기장
| 오마하 아크사벤 나이츠 |               |          |                     |      |
| 경기장                 | 사용기간      | 수용인원 | 장소                | 비고 |
| 오마하 시빅 오디토리움 | 2005년~2007년 | 9,300명  | 네브래스카주 오마하 | 빈칸 |